# Arroyo Seco
Arroyo Seco é um município de 2ª categoria da província de Santa Fé, na Argentina.